# Seikanron

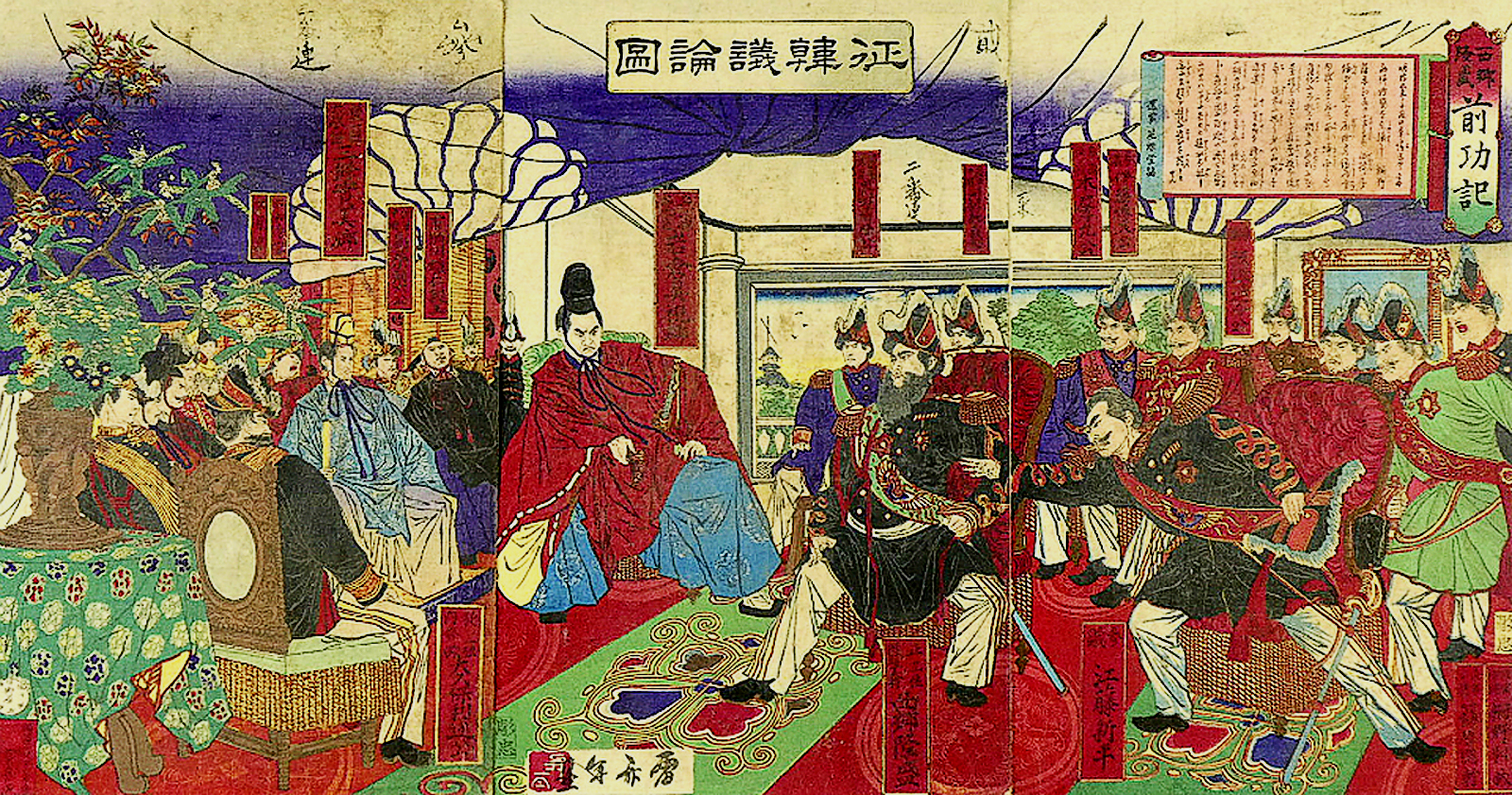
Het Seikanron-debat. Saigo Takamori zit in het midden van dit schilderij uit 1877.

Het Seikanron (征韓論, seikanron), ofwel ‘verover-Korea-dispuut’ vond plaats in Japan vanaf 1868 tot de uiteindelijke annexatie van Korea. Intern zorgde het dispuut voor een kloof in de politieke wereld.

## Seikanron
Het woord Seikanron verscheen sinds 1870 veel in Japanse kranten en documenten. Met een confuciaanse ondertoon betekende het: "de discussie [Ron] over de vraag of Japan gerechtvaardigde straf mocht geven door Korea te veroveren [Seikan]". Het dispuut bereikte zijn hoogtepunt in oktober 1873. De leiders van de Restauratie waren verdeeld in twee groepen. De verdeeldheid bracht moorden, rellen en opstanden met zich mee, zelfs een burgeroorlog (Satsuma- rebellie). Het zorgde voor de dood van vele protagonisten zoals de verliezer, Saigō Takamori (西郷隆盛) en de winnaar, Ōkubo Toshimichi (大久保利通). Het debat zorgde voor zoveel kopzorgen dat de eerste minister, Sanjō Sanetomi een aderbreuk in de hersenen opliep. Het dispuut eindigde pas bij de annexatie van Korea op 22 augustus 1910.

## Achtergrond
De Meiji-restauratie van 1868 was een belangrijk keerpunt. Japan evolueerde dankzij de politieke, sociale, economische en culturele gebeurtenissen die de Meiji-restauratie  met zich meebracht, van een archaïsche, feodale staat tot een moderne staat. Japan verwierp het Sonnō Jōi - principe   (尊皇攘夷) en besloot om de staat te bouwen naar een Westers voorbeeld. Maar onder de Japanse bevolking heerste er een gevoel van schaamte; hun oude tradities hadden het niet gehaald van de Westerse vloedgolf.
Door de afschaffing van de feodaliteit kwam er een klasse in gedrang, de samoerai. De geldkraan werd dicht gedraaid en daarboven op kwam het idee dienstplicht in te voeren. De samoerai hun status werd duidelijk bedreigd. De nieuwe regering was echter niet ongevoelig voor het wegvallen van de oude stand en probeerde deze nog te redden door hen goedkope aandelen te verkopen om hen zo op weg te helpen in het nieuwe systeem. Velen slaagden hier echter niet in en verarmden. Hun onmacht was groot. Hetgeen later voor veel problemen zal zorgen.

## Verloop

### Onderlinge relatie Japan-Korea
De relatie tussen Japan en Korea was sinds Tokugawa (徳川) stabiel, misschien zelfs vriendschappelijk. De Koreanen waren de invasie van Toyotomi Hideyoshi (豊臣秀吉) in 1590 niet vergeten, maar Tokugawa bereikte met Korea een modus vivendi.
In 1867 verraadde de coalitie van vier clans (Satsuma, Chōshfū, Tosa, Hizen) Tokugawa en voerden het verzet tegen hem aan in naam van de keizer. Korea maakte zich ongerust over de toekomst met Japan. En weigerde later om de nieuwe macht in Japan te erkennen. Er volgden veel onderhandelingen, maar de starre houding van Korea zorgt ervoor dat Japan zich genoodzaakt zag een feitenmissie te sturen naar Korea onder leiding van Sada Hakubō (佐田白茅). Deze missie kwam tot de ontdekking dat de Japanse inferioriteit werd benadrukt in de contacten tussen Korea en Tsushima (対馬 ). Verder kwam de missie tot de ontdekking dat Korea en China er nauwe contacten op na hielden. De missie vroeg aan de regering om een Japanse delegatie te sturen naar Korea om te onderhandelen. Later veranderde hun standpunt en vroeg deze om harde acties tegen Korea.
Korea bleef volhouden dat het Japan niet kon behandelen als China omwille van zijn rol als vazalstaat. De onderhandelingen brachten niets op en na een tijd verschenen er in Pusan beledigende opschriften ten aanzien van de Japanners en Japanse burgers werden aangevallen door Koreaanse jongeren.

### Verdere ontwikkelingen
Ondertussen verhitte de gemoederen in Japan over het Seikanron. Een voorproef van de intensiteit van het debat is aan te geven door twee incidenten die plaatsgrepen tijdens de onderhandelingen met Korea. In juli 1871 pleegde een samoerai van Kagoshima, die vreesde dat de onderhandelingen zou eindigen in oorlog, harakiri  voor de poort van het Keizerlijke Raadsgebouw. In zijn afscheidsbrief schreef hij dat het Japanse volk arm was en honger leed. Hij impliceerde dat een oorlog enkel in het nadeel van het volk zou zijn en dat overwinning niet vanzelfsprekend was. 
Aan de kant van de ‘pro-verover-Korea’ fractie was er ook een incident. In maart 1875 werd Maruyama Sakuraku gearresteerd. Hij was bezig een oorlogsvloot voor te bereiden om Korea aan te vallen. Hij vond de lakse houding van de regering maar zwak en wilde het heft in eigen handen nemen. 
Saigō Takamori van Satsuma, maarschalk en dus hoogste in rang, bedacht een plan om gerechtigd oorlog te kunnen verklaren aan Korea. Hij zou als eerste naar Korea gaan en ervoor zorgen dat hij er vermoord werd. Zo zou Japan de oorlog aan Korea kunnen verklaren. In 1872 begon de oorlogsfractie vorm te krijgen. Het idee om een expeditie te sturen naar Korea werd voorgelegd. Saigō Takamori, Itagaki Taisuke (板垣 退助)  en Goto Shojiro (後藤象二郎 ) van Tosa, Etō Shimpei (江藤新平) en Soejima Taneomi (副島種臣)  van Hizen  hielden er hun kortzichtige visie op na die niet veel verschil teweegbracht in de hele discussie. Hun expansionistisch voorstel kon worden besproken omwille van de afwezigheid van Iwakura Tomomi ( 岩倉具視), Kido Koin (木戸孝允), Ōkubo Toshimichi (大久保 利通). Deze verlieten in 1871 het land om Japan wereldwijd te vertegenwoordigen en stonden bijna niet meer in contact met het moederland tijdens deze periode. Zij eisten dat er niets drastisch werd ondernomen tijdens hun afwezigheid, niet in het binnenlands beleid en zeker niet in het buitenlands. De thuisblijvers stuurden echter een missie onder leiding van Kitamura en Beppu(別)府naar Korea om informatie te verzamelen. Verder werd er ook een delegatie naar China gestuurd om te polsen naar hun al dan niet inmenging in het conflict. 
Ondertussen was er een nieuw incident dat de dekmantel kon zijn voor de delegatie naar China. Het Liu-ch'iu (Ryūkyū )-Formosan incident waarbij een schipbreuk ervoor zorgde dat 69 Liu-ch'iu eilandbewoners terechtkwamen op Formosa (臺灣). Daar werden ze echter koelbloedige vermoord door de inheemse bevolking. Deze gebeurtenis belangde Japan en vooral Satsuma aan omdat de eilandbewoners als onderdeel werden beschouwd van de Satsuma-clan en dus Japan. De vraag naar een strafexpeditie rees. Inoue Kaoru (井上 馨), een vriend van de afwezigen, was hier echter tegen, omdat het Japan financieel niet ten goede zou komen. Ook Ōkuma verzette zich tegen een strafexpeditie totdat de relatie tussen China en Formosa duidelijk zou worden. Charles W. LeGendre maakte later duidelijk dat China geen grote macht uitoefende op Formosa en dat het eigendom kon worden van elk land dat het eiland onderwierp. Daarbovenop zei LeGendre dat Amerika geen bezwaar zou hebben tegen de occupatie van het eiland door een ‘vriendelijk’ land, zoals Japan.
In september 1872 werd het koninkrijk van de Liuch'iu vervangen door een Ryūkyū Han. Er werd een Japanse gouverneur geplaatst en de buitenlandse zaken werden vanaf nu beheerd door Japan. Nu zijn de schipbreukelingen van Liuch'iu zeker Japanse onderdanen en kon Japan een strafexpeditie organiseren op wettelijke basis.
De Formosa-expeditie werd georganiseerd om de ontevredenheid onder de samoerai in de kiem te smoren. Een strafexpeditie naar Formosa was eenmaal niet zo gevaarlijk en duur als die naar Korea. De strafexpeditie kreeg meer vorm in april onder leiding van de jongere broer van Saigō, Saigō Tsugumichi (西郷従道). De strafexpeditie ging enkel naar het ongecultiveerde deel van Formosa omdat daar niemand de macht in handen had, ook niet China dat  ondanks haar zwakke positie toch het hele eiland claimde. De expeditie werd echter beperkt. Wanneer de inwoners van het ongeciviliseerde deel gestraft waren, moest het grootste deel van de expeditie terugkeren naar Japan. Enkel een kleine minderheid zou mogen blijven om de veiligheid te vrijwaren. Japan wilde de erkenning van China dat Japan recht had op een strafexpeditie. Japan wilde tevens een schadevergoeding waarvan China als eerste het bedrag mocht bepalen. Na lange onderhandelingen bereikte Japan zijn doel; China gaf Japan een vergoeding en een verklaring dat de strafexpeditie gerechtigd was. In ruil hiervoor trok Japan al zijn troepen terug uit Formosa.  
Soejima organiseerde in 1873 een missie naar China om te polsen naar hun standpunt ten aanzien van de Japanse expansie. De conclusie van de missie was dat China zich niet zou inmengen in het dispuut met Korea en dat zagen de Japanners als een goedkeuring. In deze tijd deed Saigō zijn voorstel om naar Korea te gaan. Na de terugkeer van Soejima uit China, schreef Saigō een brief aan Sanjō met daarin uitgelegd dat het tijd werd om Korea op zijn plaats te zetten. Tegelijkertijd schreef hij naar Itagaki dat hij het voor elkaar zou krijgen dat hij zou vermoord worden in Korea. In augustus werd zijn voorstel goedgekeurd. Sanjō gaf ook zijn goedkeuring, maar vroeg om te wachten na de terugkeer van Iwakura. Kido die al eerder teruggekeerd was van de missie bleef met opzet weg bij de besluitvorming van het voorstel. Bij de terugkeer van Iwakura werd deze beslissing terug ongedaan gemaakt, maar niet zonder problemen. Het werd duidelijk dat er een strafexpeditie naar Korea zou komen, maar niet in de nabije toekomst omwille van de binnenlandse problemen, de Westerse mogendheden en de onzekerheid of dat Japan en Rusland zich wel zouden onthouden. 
Ōkubo’s anti-oorlogsverklaring heeft de overwinning behaald, niet iedereen was tevreden. Saigō, Itagaki, Etō en andere samoerai waren niet van plan zich er bij neer te leggen. Nishimura Teiyo schreef een brief naar Iwakura met de melding dat om de samoerai tevreden te stellen ze beter een oorlog zouden starten tegen Korea. Als dit niet snel gebeurde, wist hij niet wat eruit voort zou vloeien. 
Iwakura kreeg al snel te maken met de gevolgen. Hij werd aangevallen door enkele voorstanders van de oorlog, deze werden later geëxecuteerd. Terwijl Iwakura van zijn verwondingen herstelde, kreeg Ōkubo te maken met opstanden in Saga. Er werd steeds meer meldingen gedaan over onrust in Fukuoka  en Nagasaki. In februari  1874 weigerden een 2500 samoerai zich te onderwerpen aan het heersende gezag. Etō predikte openlijk voor rebellie tegen de regering en hun standpunt. Hij richtte een partij op die pro-oorlog was. Hij vroeg tevens hulp aan Itagaki en Saigō, maar beiden weigerden.  Ōkubo slaagde erin de rebellie neer te slaan en later Etō en zijn volgelingen te arresteren. Dit voorval werd een waarschuwing voor de anderen en tevens het voorlopige einde van het Seikanron.
De uitkomst van de Saga-revolte en de Formosa- expeditie was in het voordeel van Ōkubo. Hij bleef quasi alleen achter door het wegvallen van Iwakura per ongeluk en Kido uit vrije wil. Hij slaagde erin bijna op zijn eentje een stabielere situatie te creëren in Japan. In de Saga-Formosa affaire liet Ōkubo zijn capaciteiten zien. Hij had veel tegenstanders; Etō en zijn Saga-rebellen, de Saigōites, Itagaki en zijn volgelingen, Westerse diplomaten en de Chinezen. Zijn snelle acties bij de Saga-rebellie zorgden voor het einde van Etō en voor een rem bij Saigōtes en Itagaki.  De Formosa-expeditie smoorde de ontevredenheid bij de Saigōites en het betrekken van Westerse mogendheden en China bij deze situatie zorgde voor een betere internationale positie van Japan.
Itagaki richtte een partij op Risshisha (過去ログ倉庫), die zich uitsluitend concentreert op Seikan en de oude Saigō richtte een school op waar de aandacht eveneens uitgaat naar Seikan. 
Moriyama(守山)was ondertussen in 1874 aan het proberen vriendschappelijke relaties op te bouwen met Korea. Alles verliep vlot tot Japan hogere eisen begon te stellen. Korea vond dat in deze eisen elke gevoeligheid ontbrak. Korea zou moeten verwijzen naar Japan met het karakter dai (大), verder moet naar de Japanse keizer  gerefereerd worden als kōjō. Nog erger was dat Moriyama op een stoomboot naar Korea kwam in Westerse kleren. Dit werd het einde van de onderhandelingen. 
Niet lang erna werden er drie observatieschepen, de Kasuga(春日), Unyo (雲揚) en de Teiu naar de Koreaanse kust gestuurd. In 1875 bevonden deze schepen zich in de buurt van Pusan en Torai, later schoven ze op naar Jinsen (街角). Daar stuurde de Unyo een klein schip aan wal voor een watervoorraad te halen. Dit schip werd aan de Koreaanse kust aangevallen. Er werd een tweede schip naar de kust gestuurd om het voorval te onderzoeken, maar ook deze werd beschoten. Hierop gingen de Japanners in de tegenaanval en ontwapenden de kust en namen het drinkwater.
Dit Unyo-incident werd een oplossing voor het Korea probleem. In 1875 ontmoetten Ōkubo, Iwakura, Kido, en Sanjō elkaar regelmatig om een vredevolle oplossing te zoeken. Eerst wilde men Kido naar Korea sturen om te onderhandelen, maar omwille van zijn slechte gezondheid ging dit niet door. Dan kozen ze voor Kuroda Kiyotaka  (黒田 清隆)   en Inoue Kaoru  om naar Korea te gaan. Mori Arinori (森有礼)  werd aangewezen om naar China te gaan en daar het probleem te spreken brengen. Voor dit alles te doen, deed Terashima (寺島宗則)  beroep op de Amerikaanse minister Bingham. Terashima vertelde de intenties van Japan en vroeg om raad. Bingham liet blijken dat Korea aangemaand moest worden, maar dat oorlog vermeden moest worden.
In januari 1876 werd de Kuroda-Inoue missie getuurd naar Korea. Hun opdracht was op vredevolle manier goede resultaten behalen. Korea ging in op Japan haar eisen onder druk van China. Het was een overwinning voor de anti-Seikan fractie. De Kanghwa-oplossing zette de Seikan-fractie buitenspel, maar het probleem Korea bleef. De Japanse bevolking was niet tevreden met het resultaat. Ōkubo was een groot man, maar bij de bevolking heerste er eerder bewondering voor Saigō.
Ōkubo Toshimichi, de overwinnaar van het Seikanron werd vermoord op 14 mei 1878. Itō  kreeg de macht in handen en zou die houden tot zijn dood in 1909. De moord op Itō was de aanleiding voor de laatste fase in het Seikan-debat, de annexatie van Korea. Men kan zeggen dat de Ōkubo-Itō politiek erg voorzichtig omging met de Korea-problematiek. Er was een geleidelijk trend naar de annexatie van Korea, of dat deze gepland was of niet wordt buiten beschouwing gelaten.

## Conclusie
Het Seikanron heeft voor een binnenlandse crisis gezorgd die jarenlang het politieke leven domineerde. Een oplossing heeft lang op zich laten wachten, maar met de annexatie van Korea is er na lange discussie een eind gekomen aan het duw- en trekspel in de Japanse politiek. Dit debat wijst aan dat Japan erg voorzichtig omspringt met zijn internationale status en welzijn. Of de Japanners het slim en uitermate voorzichtig gespeeld hebben, wordt terzijde gelaten. Zeker is dat het zijn doel bereikt heeft en Korea tot buigen dwong.

### Boeken
Conroy,H(1960)The Japanese Seizure of Korea, 1868-1910: A Study of Realism and Idealism in International Relations.Philadelphia:University of Pennsylvania Press.
Vande Walle,W(2007).Een geschiedenis van Japan: Van samoerai tot soft power.Leuven: Uitgeverij ACCO.

### Sites
:
Norman,EH(1940). Japan's Emergence as a Modern State: Political and Economic Problems of the Meiji Period.New York: International Secretariat, Institute of Pacific Relations.
Harry Wray,H(1983).apan Examined: Perspectives on Modern Japanese History.Honolulu: University of Hawaii Press